# Silk Way Rally 2009
De Silk Way Rally 2009 was de eerste versie van de rally, welke de opvolger is van de eenmaal verreden Transorientale Rally. Het parcours van deze editie bevond zich volledig in de voormalige Sovjet-Unie. De start van de rally vond plaats in Kazan, Rusland. De deelnemers vonden hierna via Oral, Kazachstan hun weg naar de finish in Asjchabad, Turkmenistan. De rally werd bij de auto's gewonnen door Carlos Sainz. Bij de trucks was de Rus Firdaus Kabirov de sterkste.

## Etappes
| Etappe                      | Datum              | Van                                             | Naar                                            | Special*                                        | Verbinding*                                     | Totaal                                          |                                       | Etappewinnaars                                     | Etappewinnaars |
|                             | Vrijdag 4 sept.    | Technische- en administratieve keuring in Kazan | Technische- en administratieve keuring in Kazan | Technische- en administratieve keuring in Kazan | Technische- en administratieve keuring in Kazan | Technische- en administratieve keuring in Kazan | Auto's                                | Trucks                                             |                |
| 1                           | Zaterdag 5 sept.   | Kazan                                           | Kazan                                           | 2 km (proloog)                                  |                                                 | 2 km                                            | Giniel de Villiers Dirk von Zitzewitz | Firdaus Kabirov Andrey Mokeyev Anatoley Tanin      |                |
| 2                           | Zondag 6 sept.     | Kazan                                           | Boegoeroeslan                                   | 141 km                                          | 337 km                                          | 478 km                                          | Nasser Al Attiyah Timo Gottschalk     | Gerard de Rooy Tom Consoul Darek Rodewald          |                |
| 3                           | Maandag 7 sept.    | Boegoeroeslan                                   | Oral                                            | 231 km                                          | 316 km                                          | 547 km                                          | Nasser Al Attiyah Timo Gottschalk     | Vladimir Chagin Sergey Savostin Ildar Shaysultanov |                |
| 4                           | Dinsdag 8 sept.    | Oral                                            | Beineu                                          | 580 km                                          | 296 km                                          | 876 km                                          | Carlos Sainz Lucas Cruz Senra         | Firdaus Kabirov Andrey Mokeyev Anatoley Tanin      |                |
| 5                           | Woensdag 9 sept.   | Beineu                                          | Jañaözen                                        | 424 km                                          | 55 km                                           | 479 km                                          | Giniel de Villiers Dirk von Zitzewitz | Firdaus Kabirov Andrey Mokeyev Anatoley Tanin      |                |
| 6                           | Donderdag 10 sept. | Jañaözen                                        | Türkmenbaşy (Krasnovodsk)                       | 514 km                                          | 184 km                                          | 698 km                                          | Carlos Sainz Lucas Cruz Senra         | Vladimir Chagin Sergey Savostin Ildar Shaysultanov |                |
| 7                           | Vrijdag 11 sept.   | Türkmenbaşy                                     | Balkanabat                                      | 345 km                                          | 72 km                                           | 417 km                                          | Nasser Al Attiyah Timo Gottschalk     | Vladimir Chagin Sergey Savostin Ildar Shaysultanov |                |
| 8                           | Zaterdag 12 sept.  | Balkanabat                                      | Türkmenbaşy                                     | 360 km                                          | 153 km                                          | 513 km                                          | Carlos Sainz Lucas Cruz Senra         | Aleš Loprais Jaroslav Miškolci Milan Holáň         |                |
| 9                           | Zondag 13 sept.    | Türkmenbaşy                                     | Ashgabad                                        | 24 km                                           | 593 km                                          | 617 km                                          | Dmitry Filonetz Aleksandr Moroz       | Firdaus Kabirov Andrey Mokeyev Anatoley Tanin      |                |
| *route kan gewijzigd worden | Totaal:            | 2621 km                                         | 2006 km                                         | 4627 km                                         |                                                 |                                                 |                                       |                                                    |                |

## Uitslagen

### Auto's
| positie | startnr. | coureurs                               | team                         | merk                        | tijd      |
| ------- | -------- | -------------------------------------- | ---------------------------- | --------------------------- | --------- |
| 1       | 101      | Carlos Sainz Lucas Cruz Senra          | Team Volkswagen Motorsport 1 | Volkswagen Race Touareg 2   | 24h12'21" |
| 2       | 103      | Mark Miller Ralph Pitchford            | Team Volkswagen Motorsport 1 | Volkswagen Race Rouareg 2   | 24h34'13" |
| 3       | 100      | Giniel de Villiers Dirk von Zitzewitz  | Team Volkswagen Motorsport 1 | Volkswagen Race Touareg 2   | 24h40'30" |
| 4       | 111      | Ruslan Misikov Konstantin Zhiltsov     | Team Nartime Gazenergoset    | Nissan Frontier Crew        | 28h56'25" |
| 5       | 114      | Ilya Kuznetsov Andrey Neshin           | Team RE Autoklubs            | Mitsubishi L200             | 29h35'51" |
| 6       | 110      | Maris Saukans Didzis Zarins            | Riga Rally Raid Team         | OSC 3                       | 30h19'17" |
| 7       | 118      | Alexey Berkut Konstantin Meshcheryakov | Czech Dakar Team             | Mitsubishi Pajero Evolution | 30h24'46" |
| 8       | 144      | Benediktas Vanagas Saulius Jurgelenas  | Team Vanagas                 | OSC Oscar                   | 30h38'32" |
| 9       | 146      | Raz Yehoshua Heymann Hillel Segal      | Team Pointer                 | Mitsubishi Pajero           | 32h29'56" |
| 10      | 123      | Bodgan Novytskyi Iurii Kondratiiev     | Kiev Rally Raid Team         | Mitsubishi Pajero 3.2 DiD   | 34h32'22" |

### Trucks
| positie | startnr. | coureurs                                              | team                    | merk              | tijd      |
| ------- | -------- | ----------------------------------------------------- | ----------------------- | ----------------- | --------- |
| 1       | 201      | Firdaus Kabirov Andrey Mokeyev Anatoley Tanin         | Team Kamaz-master       | Kamaz 4326        | 28h13'52" |
| 2       | 202      | Gerard de Rooy Tom Consoul Darek Rodewald             | Team De Rooy            | Iveco Trakker 4x4 | 29h16'17" |
| 3       | 203      | Aleš Loprais Jaroslav Miškolci Milan Holáň            | Loprais Tatra Team      | Tatra T815        | 29h56'12" |
| 4       | 215      | Eduard Nikolaev Viatcheslav Mizyukaev Ayrat Israfilov | Team Kamaz-master       | Kamaz 4326        | 30h11'34" |
| 5       | 207      | Ilgizar Mardeev Stanislav Pogozhikh Andrey Karginov   | Team Kamaz-master       | Kamaz 4326        | 30h33'09" |
| 6       | 204      | Vladimir Chagin Sergey Savostin Ildar Shaysultanov    | Team Kamaz-master       | Kamaz 4326        | 30h46'06" |
| 7       | 206      | Martin Macik Josef Kalina Martin Macik jr.            | KM Racing Team          | Liaz 111.154      | 32h15'07" |
| 8       | 218      | Yakov Mekthiev Igor Kozlov Victor Kupovets            | Team MAN Renat Trans    | MAN TGA           | 34h25'19" |
| 9       | 205      | Jan de Rooy Yvo Geussens Peter van Eerd               | Team De Rooy            | Iveco Trakker 4x4 | 35h05'19" |
| 10      | 213      | Mathias Behringer Hugo Kupper Siegfried Schadl        | Hamburger HS Rally Team | MAN TGS           | 38h42'29" |